# بنیاد نرم‌افزار آزاد اروپا
بنیاد نرم‌افزار آزاد اروپا (به انگلیسی: Free Software Foundation Europe) یا به اختصار FSFE در سال ۲۰۰۱ برای پشتیبانی تمام جنبه‌های جنبش نرم‌افزار آزاد در اروپا تأسیس گردید. این بنیاد، به عنوان مؤسسه خیریه تحت قوانین آلمان ثبت شده است. این بنیاد، خواهرخوانده اروپایی بنیاد نرم‌افزار آزاد به حساب می‌آید که در امریکا به ثبت رسیده است. با این حال، این دو سازمان به لحاظ مالی و حقوقی، از یکدیگر مجزا هستند.
این بنیاد معتقد است که دسترسی و کنترل نرم‌افزار تعیین کننده این است که چه کسی می‌تواند در جامعه دیجیتال حضور و فعالیت داشته باشد. از این رو، آزادی‌های مربوط به استفاده، نسخه‌برداری، تغییر و بازتکثیر نرم‌افزار، آن‌گونه که در تعریف نرم‌افزار آزاد توصیف شده است، برای مشارکت برابر افراد در عصر اطلاعات ضروری است.

## هدف‌ها
تمرکز فعالیت‌های بنیاد نرم‌افزار آزاد اروپا، سیاسی، حقوقی و اجتماعی است با این هدف که بتواند نرم‌افزار آزاد و ارزش‌های اخلاقی، فلسفی، اجتماعی، سیاسی و تجاری‌ای به دنبال آن می‌آیند را ترویج کند. به طور خاص:
- فعالانه اقدام به ترویج سیاسی نرم‌افزار آزاد می‌کند (به عنوان مرکز ذی‌صلاح سراسری اروپا برای گفتگو با سیاسیون و رسانه‌ها).
- تلاش می‌کند در فعالیت‌های سیاسی و قانون‌گذاری که با اهداف و ارزش‌های نرم‌افزار آزاد در تضاد هستند مداخله و اعمال نفوذ کند.
- یک نقطه تماس یا راهنمای هدف‌مند برای تمام موضوعات مرتبط با نرم‌افزار آزاد ارائه می‌کند.
- از نزدیک با وکلای فعال در زمینه نرم‌افزار آزاد در دانشگاه‌ها هم‌کاری می‌کند و تلاش می‌کند ضمن دنبال کردن گفتمان‌های حقوقی و قانونی، در آن‌ها اعمال نظر کند. همچنین با حقوق‌دانان سراسر اروپا برای افزایش امنیت حقوقی نرم‌افزار آزاد همکاری می‌کند.
- در توسعه، هماهنگی و پشتیبانی پروژه‌های نرم‌افزارهای آزادبه خصوص پروژه گنو فعالیت می‌کند. همچنین به منظور تداوم توسعه نرم‌افزارهای آزاد، منابع رایانشی در اختیار توسعه‌دهندگان قرار می‌دهد.
- به شرکت‌ها برای توسعه مدل کسب و کار مبتنی بر نرم‌افزار آزاد و تطبیق دادن مدل‌های موجود بر آن به شرکت‌ها یاری می‌رساند. این بنیاد، شرکت‌ها را در مسیر رشد به سمت نرم‌افزار آزاد ترغیب می‌کند. برای تسهیل موفقیت تجاری شرکت‌هایی که روی نرم‌افزارهای آزاد کار می‌کنند، FSFE تلاش می‌کند بازار نرم‌افزار آزاد را گسترش دهد.
- به هماهنگی و شبکه‌سازی سایر فعالیت‌هایی مرتبط با نرم‌افزار آزاد کمک می‌کند.

## نمونه‌ای از پروژه‌ها
کارزار «پول عمومی؟ کد عمومی!»
این کارزار در سپتامبر ۲۰۱۷ و با انتشار نامه‌ای سرگشاده به نمایندگان مجالس ملی و پارلمان اروپا و با هدف «قانون‌گذاری برای الزام انتشار نرم‌افزارهایی که با بودجه عمومی برای بخش عمومی تولید می‌شوند تحت پروانه‌های نرم‌افزار آزاد و متن‌باز» شروع شد.

## ثبت‌اختراع نرم‌افزار در اروپا
این بنیاد با ثبت‌اختراع (patent) نرم‌افزار مخالف است زیرا آن را یک خطر مالی و قانونی در مقابل مشارکت کاربران در توسعه و نشر نرم‌افزار می‌داند.

## اتحادیه اروپا در مقابل مایکروسافت
این بنیاد در مناقشه‌ای که بین اتحادیه اروپا و شرکت مایکروسافت در خصوص تسلط این شرکت بر بازار ایجاد شده بود، نقش ایفا کرد.

## سازمان جهانی مالکیت معنوی
FSFE در تلاش است تا بتواند این سازمان را که یکی از سازمان‌های تخصصی سازمان ملل است به «سازمان جهانی ثروت معنوی» تغییر دهد. از سال ۲۰۰۴، FSFE یکی از اعضای ناظر این سازمان است.

## تیم حقوقی FEFE
بنیاد نرم‌افزار آزاد اروپا خود را متعهد می‌داند تا به اشخاص، پروژه‌ها، کسب و کارها و دولت‌ها برای یافتن اطلاعات حقوقی، متخصصان و پشتیبانی نرم‌افزار آزاد کمک کند.